# Corryocactus otuyensis
Corryocactus otuyensis ist eine Pflanzenart in der Gattung Corryocactus aus der Familie der Kakteengewächse (Cactaceae). Das Artepitheton otuyensis verweist auf das Vorkommen der Art nahe dem bolivianischen Ort Otuyo.

## Beschreibung
Corryocactus otuyensis wächst säulenförmig mit von der Basis aus verzweigten Trieben und erreicht Wuchshöhen von bis zu 2 Meter. Die dunkelgrünen Triebe weisen Durchmesser von bis zu 5 Zentimeter auf. Es sind acht, ziemlich scharfe Rippen vorhanden, die bis zu 1 Zentimeter hoch sind. Die 15 bis 18 hellbraunen bis weißlichen, kräftigen bis fein nadeligen Dornen lassen sich nicht in Mittel- und Randdornen unterscheiden. Sie sind 0,5 bis 3 Zentimeter lang. Manchmal wird aus einigen Areolen ein einzelner auf- oder abwärts gerichteter, stärkerer Mitteldorn gebildet.
Die kurz und breit trichterförmigen magentapurpurfarbenen Blüten erscheinen in der Nähe der Triebspitzen und sind etwa 5 Zentimeter lang. Die kugelförmigen, zart hellgrünen, fein nadelig bedornten Früchte sind weich und erreichen einen Durchmesser von 3 bis 5 Zentimeter.

## Verbreitung und Systematik
Corryocactus otuyensis ist im bolivianischen Departamento Potosí bei Otuyo verbreitet.
Die Erstbeschreibung erfolgte 1963 durch Martín Cárdenas.

## Nachweise